# Samuel P. Welles
Samuel Paul Welles (Gloucester, 9 november 1907 - San Mateo, 6 augustus 1997) was een Amerikaanse paleontoloog. Welles was onderzoekmedewerker bij het Museum of Paleontology, University of California, Berkeley. Hij nam in 1930 deel aan opgravingen in de Placerias-steengroeve en de Shonisaurus-vondsten van 1954 en later, in wat nu het Berlin-Ichthyosaur State Park is. Hij verzamelde een uitgebreide collectie fossielen van mariene reptielen, amfibieën en vissen en beschreef ook de dinosauriër Dilophosaurus in 1954 en de elasmosauriër Fresnosaurus in 1943.

## Overlijden
Samuel Paul Welles overleed in augustus 1997 op 89-jarige leeftijd.